# Bjerka
Bjerka is een plaats in de Noorse gemeente Hemnes, provincie Nordland. Bjerka telt 428 inwoners (2007) en heeft een oppervlakte van 0,89 km².